# Quyền LGBT ở Cộng hòa Trung Phi
Quyền đồng tính nữ, đồng tính nam, song tính và chuyển giới ở Cộng hòa Trung Phi có thể phải đối mặt với những thách thức pháp lý mà những người không phải LGBT không gặp phải. Cả nam và nữ hoạt động tình dục đồng giới là hợp pháp tại Cộng hòa Trung Phi.
Cộng hòa Trung Phi đã ký Tuyên bố 2011 của Liên Hợp Quốc hỗ trợ quyền LGBT.

## Bảng tóm tắt
| Hoạt động tình dục đồng giới hợp pháp                                          | (Luôn hợp pháp)       |
| Độ tuổi đồng ý                                                                 | (Luôn luôn bằng nhau) |
| Luật chống phân biệt đối xử trong ngôn từ kích động thù địch và bạo lực        | No                    |
| Luật chống phân biệt đối xử trong việc làm                                     | No                    |
| Luật chống phân biệt đối xử trong việc cung cấp hàng hóa và dịch vụ            | No                    |
| Hôn nhân đồng giới                                                             | No                    |
| Công nhận các cặp đồng giới                                                    | No                    |
| Con nuôi của các cặp vợ chồng đồng giới                                        | No                    |
| Con nuôi chung của các cặp đồng giới                                           | No                    |
| Người đồng tính nam và đồng tính nữ được phép phục vụ công khai trong quân đội |                       |
| Quyền thay đổi giới tính hợp pháp                                              |                       |
| Truy cập IVF cho đồng tính nữ                                                  | No                    |
| Mang thai hộ thương mại cho các cặp đồng tính nam                              | No                    |
| NQHN được phép hiến máu                                                        | No                    |